# Rânes
Pour les articles homonymes, voir Ranes (homonymie).
 (janvier 2021).
 (janvier 2021).
Si vous disposez d'ouvrages ou d'articles de référence ou si vous connaissez des sites web de qualité traitant du thème abordé ici, merci de compléter l'article en donnant les références utiles à sa vérifiabilité et en les liant à la section « Notes et références ».
Rânes est une commune française, située dans le département de l'Orne en région Normandie, peuplée de 1 042 habitants.

## Géographie
La commune est située dans le Bocage normand, en pays d'Houlme, à la limite de la campagne d'Argentan. Son bourg est à 11 km au sud-ouest d'Écouché, à 11 km au nord-ouest de Carrouges, à 13 km au nord-est de La Ferté Macé et à 17 km au sud-est de Briouze. Le bourg est au croisement des anciennes routes nationales 816 et 809. Couvrant 3 418 hectares, le territoire communal est le plus étendu du canton de Magny-le-Désert.
| Montreuil-au-Houlme, Faverolles | Lougé-sur-Maire, Saint-Brice-sous-Rânes | Joué-du-Plain            |
| Saint-Georges-d'Annebecq        | Rânes                                   | Vieux-Pont               |
| La Chaux                        | Joué-du-Bois, Le Champ-de-la-Pierre     | Saint-Martin-l'Aiguillon |

### Hydrographie
La commune est traversée par la ligne de partage des eaux entre les bassins hydrographiques Seine-Normandie et Loire-Bretagne. Elle est drainée par la Maire, le Couillard, la Ranette, le ruisseau de Gosu, la Heronnière, le cours d'eau 01 de la Noève, le cours d'eau 03 du Petit Moulin, le fossé 01 d'Annebecq, le fossé 01 de la Forêterie, le fossé 01 de la Robillardière, le fossé 01 de l'Asnerie, le fossé 01 de l'Aunay Samson, le fossé 01 des Pubois, le fossé 01 des Vieux Parcs, le fossé 01 du Perron, le fossé 04 du Vivier, le fossé 07 de la Métairie, le ruisseau de la Noeve, le ruisseau des Masses, le ruisseau du Rouvray et divers autres petits cours d'eau,.
La Maire, d'une longueur de 16 km, prend sa source dans la commune  et se jette  dans l'Orne en limite de Écouché-les-Vallées et de Sevrai, après avoir traversé sept communes. 
Le Couillard, d'une longueur de 11 km, prend sa source dans la commune de Joué-du-Bois et se jette  dans l'Udon à Vieux-Pont, après avoir traversé cinq communes. 
Trois plans d'eau complètent le réseau hydrographique : le barrage la Forge (2,49 ha), le barrage le Petit Moulin (0,87 ha) et le plan d'eau 1 du Bois des Moulineaux (0,65 ha),.

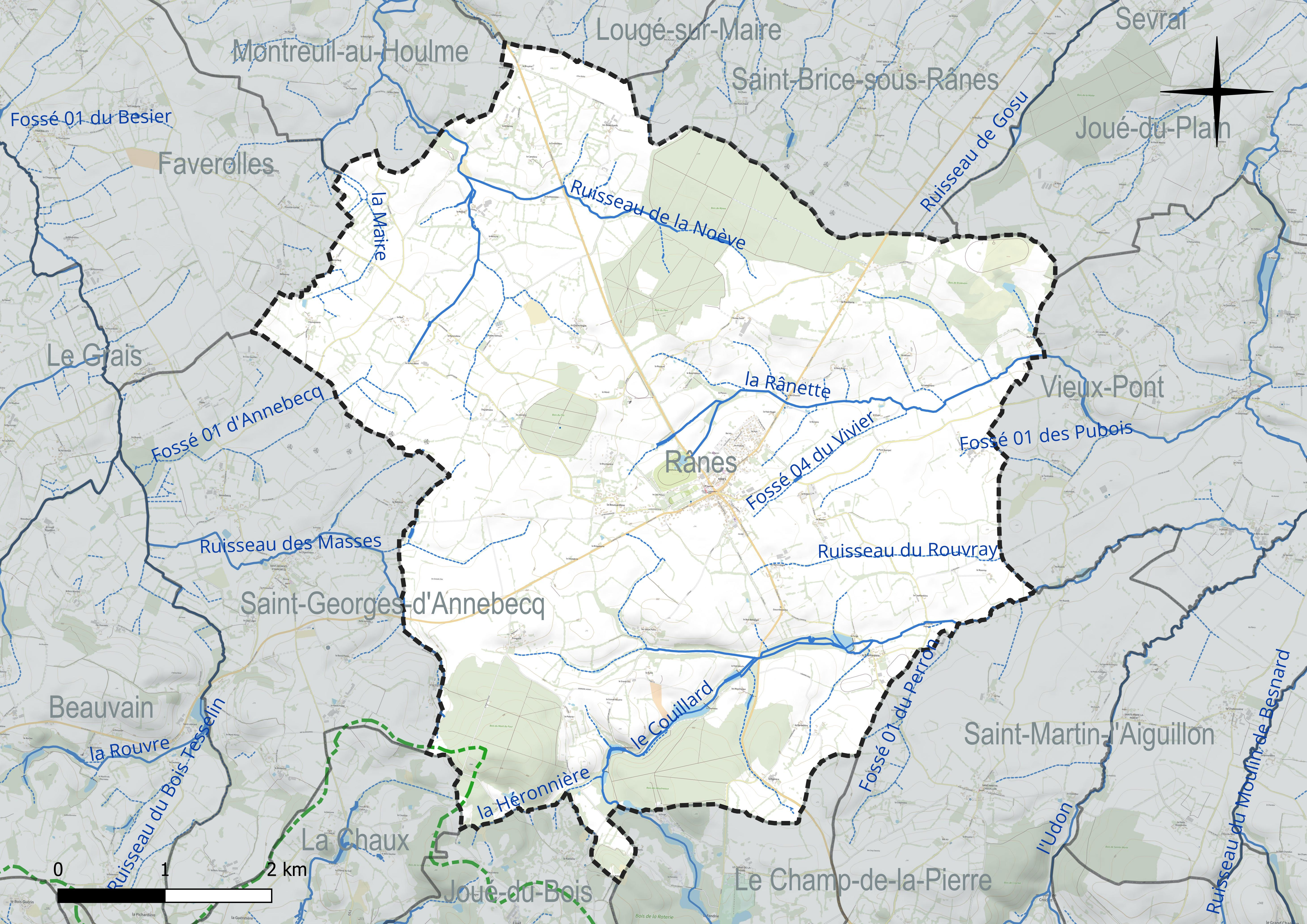
Réseau hydrographique de Rânes.

### Climat
Pour des articles plus généraux, voir Climat de la Normandie et Climat de l'Orne.
En 2010, le climat de la commune est de type climat océanique altéré, selon une étude du CNRS s'appuyant sur une série de données couvrant la période 1971-2000. En 2020, Météo-France publie une typologie des climats de la France métropolitaine dans laquelle la commune est exposée à un climat océanique et est dans la région climatique Normandie (Cotentin, Orne), caractérisée par une pluviométrie relativement élevée (850 mm/a) et un été frais (15,5 °C) et venté. Parallèlement le GIEC normand, un groupe régional d’experts sur le climat, différencie quant à lui, dans une étude de 2020, trois grands types de climats pour la région Normandie, nuancés à une échelle plus fine par les facteurs géographiques locaux. La commune est, selon ce zonage, exposée à un « climat contrasté des collines », correspondant au Bocage normand, bien arrosé, voire très arrosé sur les reliefs les plus exposés au flux d’ouest, et frais en raison de l’altitude.
Pour la période 1971-2000, la température annuelle moyenne est de 10 °C, avec une amplitude thermique annuelle de 13,7 °C. Le cumul annuel moyen de précipitations est de 857 mm, avec 13 jours de précipitations en janvier et 8 jours en juillet. Pour la période 1991-2020, la température moyenne annuelle observée sur la station météorologique la plus proche, située sur la commune de Briouze à 13 km à vol d'oiseau, est de 10,9 °C et le cumul annuel moyen de précipitations est de 920,5 mm,. Pour l'avenir, les paramètres climatiques de la commune estimés pour 2050 selon différents scénarios d’émission de gaz à effet de serre sont consultables sur un site dédié publié par Météo-France en novembre 2022.

## Urbanisme

### Typologie
Au 1er janvier 2024, Rânes est catégorisée commune rurale à habitat dispersé, selon la nouvelle grille communale de densité à sept niveaux définie par l'Insee en 2022.
Elle est située hors unité urbaine. Par ailleurs la commune fait partie de l'aire d'attraction d'Argentan, dont elle est une commune de la couronne,. Cette aire, qui regroupe 50 communes, est catégorisée dans les aires de moins de 50 000 habitants,.

### Occupation des sols
L'occupation des sols de la commune, telle qu'elle ressort de la base de données européenne d’occupation biophysique des sols Corine Land Cover (CLC), est marquée par l'importance des territoires agricoles (82 % en 2018), en diminution par rapport à 1990 (83,5 %). La répartition détaillée en 2018 est la suivante : 
terres arables (44,2 %), prairies (34,2 %), forêts (14,2 %), zones agricoles hétérogènes (3,7 %), zones urbanisées (2 %), espaces verts artificialisés, non agricoles (1 %), milieux à végétation arbustive et/ou herbacée (0,8 %). L'évolution de l’occupation des sols de la commune et de ses infrastructures peut être observée sur les différentes représentations cartographiques du territoire : la carte de Cassini (XVIIIe siècle), la carte d'état-major (1820-1866) et les cartes ou photos aériennes de l'IGN pour la période actuelle (1950 à aujourd'hui).

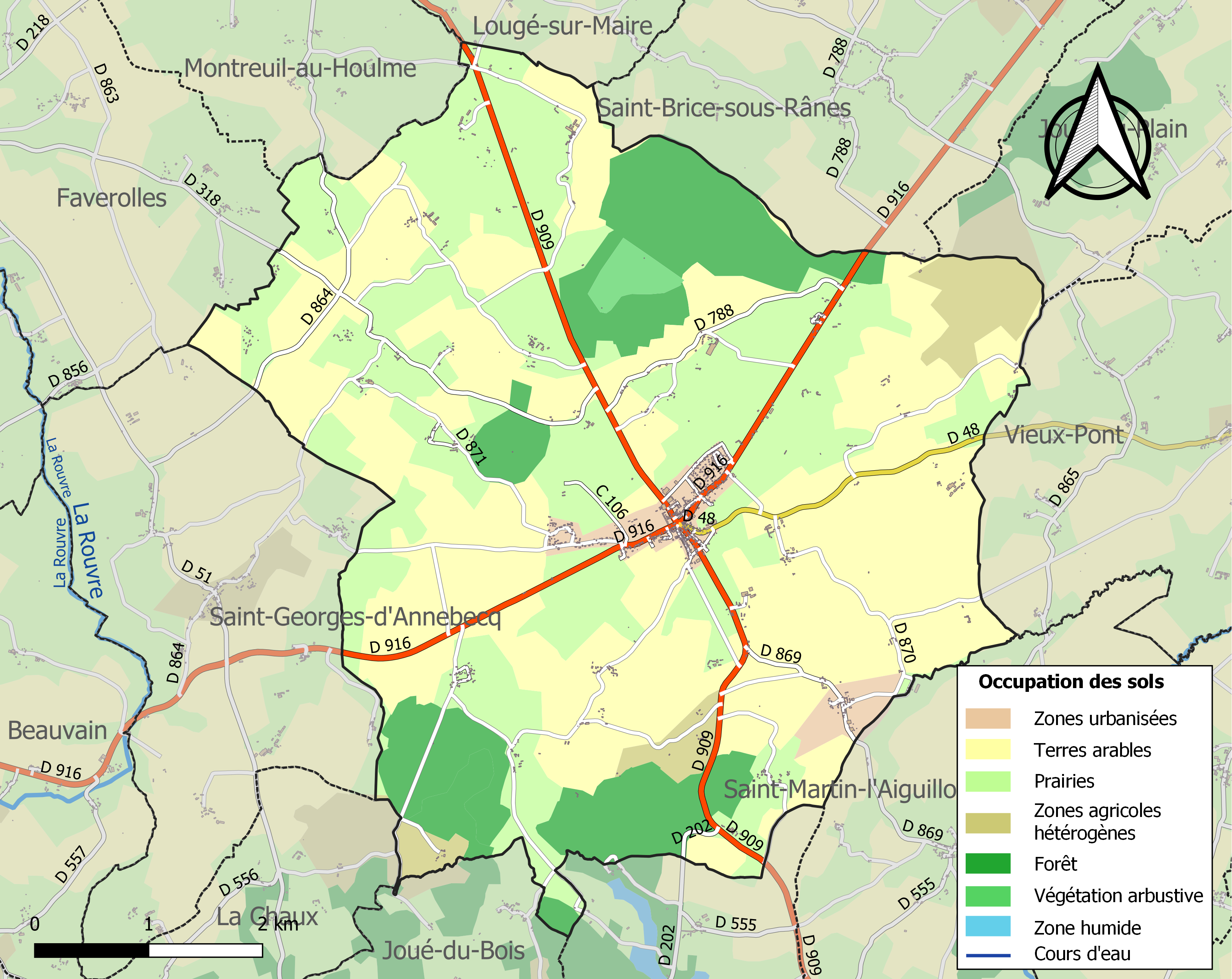
Carte des infrastructures et de l'occupation des sols de la commune en 2018 (CLC).

## Toponymie
Le nom de la localité est attesté sous les formes Raana en 1086; Rana en 1335; Rane; la plus régulièrement attestée jusqu'au milieu du XIXe siècle est Rasnes, d'où la forme actuelle avec l'accent circonflexe. Sur les registres officiels de l'état-civil, on voit de plus en plus apparaître la forme actuelle entre 1827 et 1837.
Certaines formes laissent supposer l’amuïssement d'une consonne intervocalique. C'est sans doute Rânes qui est mentionnée dans une bulle du pape Innocent II rédigée en latin, conjointement à Faverolles situées à 8 km, sous la forme Radana vers 1140. René Lepelley qui ne cite pas de forme ancienne considère l'origine de Rânes comme obscure.
Le gentilé est Rânais.

## Historique

### Préhistoire et Gaule romaine
La région de Rânes a été occupée dès la Préhistoire comme le prouvent les très nombreux outils — ou armes — en silex taillé ou poli trouvés sur le territoire de la commune (visibles au musée du château) ainsi que sur Saint-Brice-sous-Rânes datés du Paléolithique moyen (100 000 à 60 000 ans av. J.-C.). Dans la période historique, si les Gaulois et les Gallo-Romains ont laissé de nombreuses traces de leur existence dans l'Orne — notamment dans la plaine et le couloir de circulation entre Alençon, Sées et Argentan — il n'en est pas de même sur le territoire de la commune déjà située aux confins du Massif armoricain avec des terres moins fertiles.

### Moyen Âge et Ancien Régime

#### Raana dans la baronnie d'Asnebec
Après le traité de Saint-Clair-sur-Epte de 911 entre le roi de Francie occidentale Charles III le Simple et le chef normand Rollon, il faut attendre l'expansion du duché de Normandie sous Guillaume le Conquérant pour que le nom de Raana finisse par apparaître dans les écrits qui nous restent de cette période. En 1086, en effet, Roger de Beaumont — vicomte d'Hiesmois — fit don à l'abbaye Saint-Wandrille de Fontenelle des « églises » d'Asnebec, Raana et Faverolles (avec leurs revenus). Le fief de Raanes resta ainsi pendant cinq siècles dans la dépendance et sous la protection d'Annebec (siège d'une baronnie, avec son château fort.
C'est sur le territoire de Raanes que se déroula — en 1432 — une phase de la fin de la  guerre de Cent Ans; la « bataille des Trente » ; cet affrontement chevaleresque opposa  60 chevaliers anglais et français.

#### La baronnie de Raanes
L'ascension de Rannes se fit en 1606 par lettres patentes du roi Henri IV ; ce dernier décida la « réunion et ré-incorporation de la baronnie d'Asnebec à la baronnie de Rannes {{sic}} ». Ce processus culmina, en 1672, avec la création par le roi Louis XIV du « marquisat de Rannes au profit de Nicolas d'Argouges, colonel général des Dragons (cf. Saint-Georges-d'Annebecq).

#### La population de Rânes
Le territoire de Rânes est très étendu ; la commune vient au 12e rang dans l'Orne pour sa superficie (3 418 hectares). L'activité principale traditionnelle de cette vaste paroisse (puis commune) a toujours été l'agriculture (élevage et polyculture). C'est la conséquence d'un sol moyennement fertile — comparativement à la plaine d'Écouché voisine. L'abondance des sources d'eau a entraîné la dispersion des habitants en de nombreux « villages » (66 hameaux sont attestés dans le recensement en 1936). Les dizaines de générations de producteurs agricoles (laboureurs, cultivateurs-agriculteurs, domestiques-servantes, journaliers agricoles) ont permis de subvenir aux besoins des habitants ; elles ont aussi bénéficié de moments privilégiés d'échanges avec les campagnes voisines : en particulier par quatre grandes foires annuelles qui se tenaient sous le contrôle et la protection immédiate du château[réf. nécessaire]. Anciennes foires d'Annebec jusqu'en 1606, elles se tenaient ensuite à Raanes aux dates suivantes : le 4 janvier (à la Saint-Rigobert), le 2 février (à la Chandeleur), le 3 mars (des jours gras) et le 7 mai. Le modèle de ces foires rurales est peut-être resté avec la traditionnelle foire-champêtre de la Saint-Denis (9 octobre) à Montilly-sur-Noireau[réf. nécessaire]. Où se tenaient-elles précisément à Rasnes? La toponymie locale suggère avec les Vieux Parcs ?[style à revoir] ( des enclos pour regrouper, « parquer » le bétail mis en vente ?) dans le prolongement de l' herbage des "12 Acres"(environ 5 hectares! c'est-à-dire une superficie exceptionnellement étendue dans une région de bocage. (Cela explique que ce très grand pré — ayant appartenu pendant plusieurs siècles au châtelain jusqu'au début du XXe siècle — servit d'hippodrome provisoire de mai 1934 à 1950 et même de terrain d'aviation pour les pipers américains en août 1944 ; enfin il fut racheté  par M. Henri Bouquerel, artisan-boucher à Rânes).
Le bourg, assez peu étendu, (si l'on fait abstraction du vaste espace occupé par le château et son parc), permettait cependant de trouver regroupés des artisans chargés de construire ou de réparer : maisons, matériel agricole, attelages, outils, tonneaux, seaux. À l'occasion des marchés, divers commerçants pouvaient fournir toiles et fils, vêtements spécialisés, sabots ou chaussures, etc. Les auberges-hôtels (avec arrêts des diligences) complétaient les services fournis à la population, aux voyageurs et aux marchands itinérants. Les registres paroissiaux signalent aussi la présence habituelle à Rânes d'un « chirurgien » (médecin), d'un tabellion (notaire), du curé (fréquemment doyen d'Asnebec avant 1794) et de son vicaire, des chapelains du baron-marquis de Rannes (avant 1789). Au XIXe siècle, les registres d'état civil  y ajoutent des vendeurs de produits de bouche (boulangers, charcutiers et bouchers), un percepteur des impôts, un service de la poste et plus tardivement, vers 1876, une brigade de gendarmerie ainsi que des maîtres et maîtresses d'écoles-pensionnat (d'abord religieux et religieuses, puis parmi les "civils" de 1891 à 1919 : M. Eugène Hamard. chevalier de la Légion d'honneur), des sœurs gardes-malades. Rien d'étonnant donc que ce gros centre rural (ayant compté plus de 2 400 habitants en 1793) ait été retenu comme chef-lieu de canton au moment de la Révolution de 1789.

#### La métallurgie de la fonte et du fer
[réf. nécessaire] La forge de Rasnes était particulièrement renommée pour les socs de charrues, les plaques de fonte de cheminées (garnissant le fond des âtres) ...
La métallurgie employa pendant plus de trois siècles une part importante des hommes de Rânes-Le Champ-de-la-Pierre-Carrouges — environ 400 ouvriers vers 1790 dans diverses spécialités : bûcherons, dresseurs, charbonniers, voituriers (380), mineurs (à ciel ouvert, 200), travail au haut fourneau et à la forge (45), commis —; tous ces ouvriers du fer faisaient donc vivre aussi femmes et enfants pour près de 2 000 personnes.[réf. nécessaire]
[réf. nécessaire]

#### Le tramway rural - petit train des VFEO ( Voies Ferrées Economiques de l'Orne)
Dans la seconde partie du XIXe siècle, on assista en France à une révolution des transports de voyageurs et de marchandises : l'ère du chemin de fer était venue. Le gouvernement français apporta son soutien aux banques d'affaires qui voulaient investir dans la construction d'un réseau de grandes lignes pour relier Paris à chaque ville de préfecture ; puis à chaque sous-préfecture. Ensuite, après le lancement du plan Freycinet de 1879, beaucoup de conseils généraux participèrent au financement des lignes secondaires[réf. incomplète]. Puis, dans l'Orne aussi, d'autres projets virent le jour : relier beaucoup de cantons entre-eux par rail, au besoin par des lignes à écartement réduit : les tramways ruraux. Concernant les arrondissements d'Alençon, d'Argentan, de Mortagne et de Domfront, de nombreuses propositions virent le jour. La construction d'une petite ligne de chemin de fer passant par Rânes — soutenue financièrement par le conseil municipal dès 1866 — fut présentée à plusieurs reprises mais elle ne fut reconnue d'utilité publique que cinquante ans plus tard (en 1905). Trois interconnexions avec les lignes ferroviaires à écartement normal avaient été prévues (le tracé devait joindre Vimoutiers à Pré-en-Pail via Trun, Argentan, Boucé, Rânes et Carrouges). La Première Guerre mondiale ayant mis fin à des millions de vies et à beaucoup de projets, les tronçons Vimoutiers-Trun et Carrouges-Pré-en-Pail ne furent jamais construits. Le premier convoi du tram Trun-Carrouges — tiré par une machine à vapeur Piguet — fut enfin inauguré solennellement en décembre 1913. Le nouveau service de transport prévoyait 31 km parcourus en 1 h 50, à raison de trois allers et retours quotidiens. Des automotrices De Dion-Bouton à essence furent ajoutées aux locomotives dès 1924. Malgré cette modernisation, le bilan d'exploitation fut toujours déficitaire. Côté marchandises, la fermeture des quatre grosses forges (prévues en 1905 pour s'alimenter et expédier via les services de ce tram) fut irremplaçable ; côté voyageurs, cette ligne de tram était d'un parcours trop limité (elle devait permettre à l'origine d'aller à Vimoutiers, à Pré-en-Pail et au-delà) ; les voyageurs le trouvaient trop lent (20 km/h), peu fiable (machines souvent en panne et en nombre trop limité) et peu confortable (par rapport aux autos de l'époque). En conséquence, la durée d'exploitation fut  très courte  : 24 ans (soit l'équivalent d'une génération, estimeront certains observateurs). Le 8 juin 1937 voyait l'arrêt définitif du petit train, autour d'Argentan comme autour de Mortagne (pour le 2e essai de "tram rural" ornais des VFEO).

#### Le pouvoir des seigneurs et la pression de la religion
Les titulaires du fief de Rannes sont issus des familles nobles suivantes : de Beaumont au XIe siècle ; de Méheudin (XIIe siècle) ; de Husson (de Rouvrou) (XIVe siècle) ; de Saint-Germain, d'Harcourt (Beuvron) et de Pont-Bellenger (XVe siècle) ; d'Argouges (XVIe siècle) ; de Montreuil [La Chaux] (XVIIIe siècle) ; de Broglie (XIXe siècle) ; enfin de Berghes-Saint Winoc (jusqu'en 1907).
Sur le plan religieux, entre le XIe et le XVIIIe siècle, la paroisse de Rasnes — comme Asnebec, Montreuil et Faverolles — dépendait de l'abbaye Saint-Wandrille de Fontenelle (dans la région de Rouen) ; cette dernière percevait la majeure partie des revenus : dîme et diverses taxes ; de plus, l'abbé de Fontenelle avait le droit de présentation des clercs destinés à la cure de Rasnes: — généralement doyens d'Asnebec aux XVIIe et XVIIIe siècles — à la nomination de l'évêque de Séez. Le clergé était assisté par des marguilliers.
D'autre part, dans l'église paroissiale — en plus du curé et des vicaires nommés par l'évêque —, officiaient séparément cinq puis six chapelains — choisis par le seigneur de Rannes — qui formaient une « chapelle collégiale » (sorte de chapitre de chanoines mais sans église propre, comme à Carrouges) instituée au XVe siècle par Aubert-de-Saint-Germain et maintenue jusqu'à la Révolution par le baron ou marquis de Rannes en titre. Le rôle premier de cette « chapelle » était de prier pour le seigneur de Rannes et sa famille et pour leurs devanciers, ensevelis dans le chœur-même de l'église (le lieu de résidence de ces chapelains, situé immédiatement au nord de l'église, était d'ailleurs connu sous le nom de la Chanoinie; vendue à la Révolution). Enfin, pendant des siècles et jusqu'en 1856, la confrérie de charité Saint-Sébastien et du Rosaire, composée d'hommes de la paroisse (les charitons), intervenait bénévolement tout spécialement au moment des décès et enterrements (rôle particulièrement utile lorsqu'à plusieurs reprises des épidémies touchaient nombre de personnes de la paroisse, comme avec les fréquentes attaques de peste) en particulier. Il n'est que de compulser les registres paroissiaux de Rasnes pour être frappé par le nombre de « sépultures » par page à certaines époques. Ces « bons »-hommes avaient leurs places réservées dans la « chapelle Saint-Laurent » de l'église de Rânes (d'où l'usage jusque dans les années 1960- alors que la confrérie n'existait plus- : pour assister aux offices, la plupart des hommes se regroupaient dans cette partie de l'église encore nommée chapelle aux hommes).
NB: le nouveau presbytère fut construit en 1826.

### Époque contemporaine
La montée en importance de Rasnes par rapport aux communes de son environnement aboutit à la création, certes éphémère, du canton de Rasnes sous la Révolution française entre 1790 et 1802 ; outre Rasnes, les communes formant le canton étaient : Saint Georges d'Annebecq Saint-Georges-d'Annebecq-Asnebec, Faverolles, Le Grais, La Lande-de-Lougé, Saint-Brice-la-Vallée, Vieux-Pont, Avoine et Boucé.
Un siècle et demi plus tard pourtant, malgré des évolutions en maints domaines, on retrouva, (entre 1995 et 2012), la même attractivité de Rânes dans son secteur géographique, lors de la constitution de la Communauté de communes de la Région de Rânes, au détriment temporaire du canton d'Écouché.

### LeXIXesiècle
Le temps du cheval et des "grands chemins"
En réponse aux cahiers de doléances de 1789, les autorités nationales et départementales poursuivirent, au XIXe siècle, l'amélioration des routes (alors appelées grands chemins), commencées au XVIIIe siècle (avec reprises des tracés, reconstructions des ponts, plantation d'arbres protecteurs, etc.). Pour Rasnes, dans le sens est-ouest, l'amélioration des liaisons entre les sous-préfectures d'Argentan et de Mayenne (par Écouché, Rasnes, La Ferté-Macé et Couterne) permit aux Rânais de se rendre plus aisément aux services administratifs du canton (à Écouché) et de la sous-préfecture (à Argentan) ainsi qu'aux foires. Dans le sens sud-nord, l'ancien chemin de Carrouges du cadastre napoléonien de 1802 — qui empruntait le tracé du chemin du Vieux-Pavé, appelé aujourd'hui chemin du Bois Bellanger ou des Préaux — fut remplacé par la route actuelle N 909 (ex N 809).

#### LeXXesiècle
- La Première Guerre mondiale 1914-1918 marqua profondément la population de Rânes comme l'ensemble des Français. Certes, les Allemands ne foulèrent pas le sol de Rânes entre 1914 et 1918, mais presque toutes les familles eurent à souffrir des blessures ou des décès de beaucoup de parents, d'amis, de voisins, comme le rappelle le monument aux morts situé au centre du bourg (inauguré le 3 septembre 1922[48] : cinquante-quatre soldats Rânais (« les poilus ») laissèrent la vie dans cette guerre de tranchées (Cinquante ans plus tôt, la guerre de 1870 avait été moins meurtrière même si huit soldats rânais y avaient péri).
- La Seconde Guerre mondiale 1939-1945. Vingt-cinq ans plus tard, la Seconde Guerre mondiale fit elle aussi une cinquantaine de tués (de nombreux civils surtout). En août 1944, la 3e DB américaine — venant du sud et tentant d'atteindre rapidement Fromentel pour arrêter les Allemands en fuite — dut contraindre ces derniers à abandonner le verrou constitué par le centre-bourg de Rânes. Les blindés et l'artillerie alliés pilonnèrent le centre de la commune qui fut largement écrasé ; à ces obus s'ajoutèrent trois vagues de bombardements alliés[49] qui atteignirent presque exclusivement la population civile.
  - le 10 août 1944 à l'Aunay-Sorel, hameau situé à 1 km environ du centre-bourg (L'objectif était de détruire un centre important de communication radio allemand), onze civils furent tués.
  - le 12 août 1944 à la Forêterie, sur la route d'Écouché (Ce bombardement visait un convoi allemand qui s'avéra être un convoi sanitaire ; ce dernier venait de traverser le bourg de Rânes). Une victime civile — la secrétaire de mairie — fut à déplorer.
  - le 14 août 1944 au presbytère, à la Cour Chauvin et dans les écuries du château (Ce bombardement visait un dépôt d'armes ennemi, situé près de l'école de garçons, ainsi que le carrefour central âprement défendu par les Allemands). Douze victimes civiles furent dénombrées.

#### L'après-guerre et la fin duXXesiècle
Le dimanche 10 juin 1945, le général de Gaulle, président du Gouvernement provisoire de la République française, lors d'un déplacement en Normandie fait une brève pause à Rânes pour saluer la population durement éprouvée par l'Occupation et les combats de la Libération. Sa voiture s'arrête entre le château et l'église. Il est accueilli par une foule enthousiaste et son maire M. Hamon. Debout, en uniforme militaire, il prononce une brève allocution terminée par une vibrante Marseillaise. Puis il rend visite à son compagnon d'enfance de Lille : M. Claude Richard, propriétaire du château.
Dix ans après la Seconde Guerre mondiale, les plaies matérielles étaient refermées et le bourg de Rânes reconstruit ; le château, racheté à M. Richard par la commune, a été réparé et son parc devenait pour les Rânais le centre de beaucoup d'activités : administratives, culturelles et sportives.
Par le jumelage et les fréquents échanges que cela suscite avec la ville allemande de Ihme-Roloven en 1973, la commune signifiait son attachement à la nouvelle Europe pacifique.
Cependant — parce que les principales villes du département attiraient beaucoup les jeunes ruraux en recherche d'emplois, de logements et de loisirs — la commune de Rânes a dû faire face à la suppression de nombreux services : du pensionnat cours complémentaire, de la perception, du juge de paix cantonal d'Écouché, et plus tard de l'étude notariale, de la gendarmerie, du presbytère.
Malgré ces aléas — communs à de nombreuses communes rurales moyennes — les différentes municipalités rânaises, aidées par plusieurs responsables d'animations, ont entrepris de nombreuses actions : la création des communautés de communes, le maintien de l'artisanat, du commerce, des activités sportives et festives, la création d'activités nouvelles (usine chimique...), la relance du marché hebdomadaire du samedi et de la foire annuelle , la création de logements, l'aménagement et l'embellissement du centre bourg, etc. Ainsi, à Rânes, la lente baisse générale de la démographie rurale a pu être enrayée .

## Héraldique
| Blason de Rânes | Blason  | Écartelé de gueules et d'argent, aux trois grenouilles contournées au naturel brochant sur l'écartelé, celle de la pointe plus grosse. |
| Blason de Rânes | Détails | |

## Politique et administration

### Administration municipale
| Période                                  | Période   | Identité        | Étiquette | Qualité     |
| ---------------------------------------- | --------- | --------------- | --------- | ----------- |
|                                          | 1945      | Pierre Guillais |           | Cultivateur |
| mai 1945                                 |           | Ernest Hamon    |           | Épicier     |
|                                          |           | Raymond Gautier |           | Agriculteur |
|                                          |           | Albert Sassier  |           | Retraité    |
| 1965                                     | 1995      | Raymond Garreau |           | Médecin     |
| 1995                                     | mars 2008 | Claude Fromont  |           | Agriculteur |
| mars 2008                                | En cours  | Pierre Couprit  |           | Agriculteur |
| Les données manquantes sont à compléter. |           |                 |           |             |

Le conseil municipal est composé de quinze membres dont le maire et trois adjoints.

## Démographie
L'évolution du nombre d'habitants est connue à travers les recensements de la population effectués dans la commune depuis 1793. Pour les communes de moins de 10 000 habitants, une enquête de recensement portant sur toute la population est réalisée tous les cinq ans, les populations de référence des années intermédiaires étant quant à elles estimées par interpolation ou extrapolation. Pour la commune, le premier recensement exhaustif entrant dans le cadre du nouveau dispositif a été réalisé en 2008.
En 2022, la commune comptait 1 042 habitants, en évolution de −0,95 % par rapport à 2016 (Orne : −3,21 %, France hors Mayotte : +2,11 %).
| 1793  | 1800  | 1806  | 1821  | 1836  | 1841  | 1846  | 1851  | 1856  |
| ----- | ----- | ----- | ----- | ----- | ----- | ----- | ----- | ----- |
| 2 411 | 2 803 | 2 828 | 2 483 | 2 405 | 2 529 | 2 553 | 2 581 | 2 320 |

| 1861  | 1866  | 1872  | 1876  | 1881  | 1886  | 1891  | 1896  | 1901  |
| ----- | ----- | ----- | ----- | ----- | ----- | ----- | ----- | ----- |
| 2 294 | 2 104 | 1 919 | 1 917 | 1 698 | 1 704 | 1 568 | 1 580 | 1 536 |

| 1906  | 1911  | 1921  | 1926  | 1931  | 1936  | 1946  | 1954  | 1962  |
| ----- | ----- | ----- | ----- | ----- | ----- | ----- | ----- | ----- |
| 1 492 | 1 358 | 1 234 | 1 220 | 1 197 | 1 190 | 1 171 | 1 132 | 1 135 |

| 1968  | 1975  | 1982  | 1990  | 1999 | 2006  | 2008  | 2013  | 2018  |
| ----- | ----- | ----- | ----- | ---- | ----- | ----- | ----- | ----- |
| 1 039 | 1 029 | 1 015 | 1 015 | 964  | 1 026 | 1 044 | 1 061 | 1 039 |

| 2022  | - | - | - | - | - | - | - | - |
| ----- | - | - | - | - | - | - | - | - |
| 1 042 | - | - | - | - | - | - | - | - |

## Lieux et monuments

### Le château

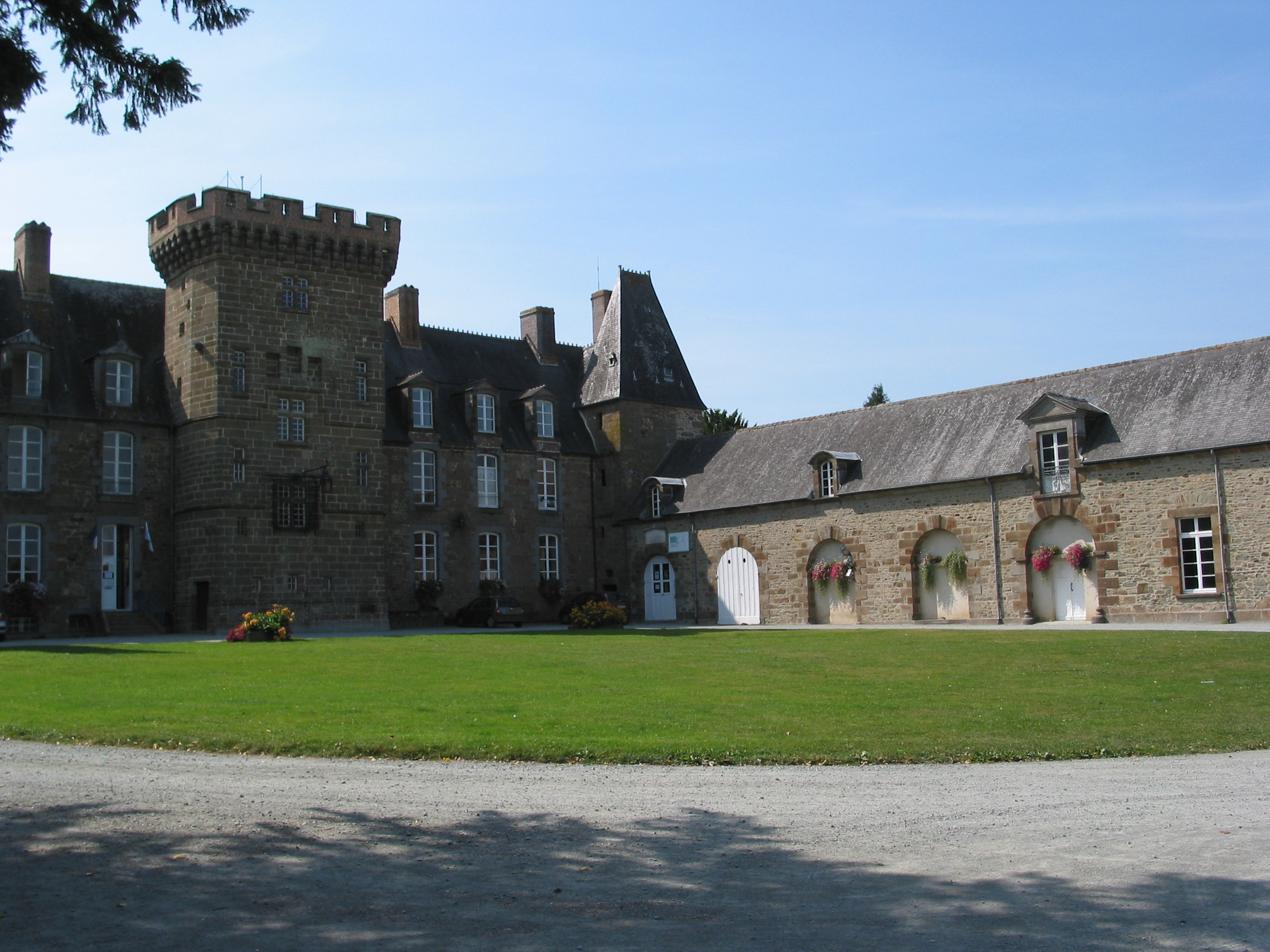
La façade nord du château.

Datant des XIVe, XVe, XVIIIe siècles, le château est inscrit au titre des monuments historiques. Il abrite le musée de la préhistoire et est entouré d'un parc de 120 hectares.

### Autres lieux
- L’enceinte circulaire médiévale -arasée au 20 siècle- de la Couillardière (motte castrale[43]); fut inscrite au titre des monuments historiques[59].
- L'église Notre-Dame-de-l'Assomption (Sancta Maria in Raana, dans un texte ancien) datant des XVe, XVIIe et XIXe siècles ; la « très sainte patronne » est honorée lors des traditionnelles festivités du 15 août. Un banc d'œuvre (destiné aux hommes honorés) et deux tableaux sont classés au titre d' objets des monuments historiques[60]; la statue de Sainte Barbe (vénérée particulièrement par la famille  d'Argouges-de Montreuil, en reconnaissance de la protection reçue pendant la Révolution de 1789).
- Le cimetière du XIXe siècle avec : l'ancienne porte d'entrée ornée d'une statue ou "piéta en pierreTexte en indicepietà (qui se trouvait près de l'église depuis le 15° siècle jusque dans les années 1860), la chapelle Saint-Pierre élevée par l'architecte Ruprich-Robert (restaurateur de la cathédrale de Séez et du château de Falaise) après la guerre de 1870 (au cours de laquelle mourut le prince Pierre de Berghes Saint-Winoch) et dans laquelle  reposent plusieurs membres de la famille noble de Rânes, morts après 1818, (depuis que ces derniers ne sont plus inhumés dans le chœur même de l'église paroissiale (le marquis Louis d'Argouges fut le dernier en 1748 à y être déposé) / v. registres Rasnes B.M.S ) ou — au XVIIIe siècle —; dans la petite chapelle seigneuriale du château, proche des écuries, le dernier « marquis de Rannes » : Charles d'Argouges, décédé en 1787 y fut placé/ cf. sa pierre tombale dressée dans ladite chapelle).
- L'hippodrome du Parc où sont organisées des courses de trot plusieurs fois par an (depuis le 21 mai 1934 — date de la première réunion[61] —, les courses étaient organisées sur le grand pré dit « des Douze Acres » — soit environ 6 hectares — appartenant primitivement au château).
- Le lavoir situé route d'Argentan, au Gué-Hébert sur la rivière la Rânette(affluent de l'Udon à Vieux-Pont). Ce  Service lavage+bouillage+séchage partiel était offert gratuitement par les élus locaux+ entre 1900  et 1950  aux employées dites "laveuses"  travaillant âprement à la journée chez les habitants du bourg/ bâtiment   de belle facture/ restauré vers 1990).
- L'oratoire, dédié à Notre-Dame-du-Chêne, situé dans le Bois-du-Parc (localement connu comme « Bois-du-Chêne-à-la-Vierge ») (construit en pierres- en ex-voto- après 1945 par la famille Lemière-Letissier, pour leur retour de déportation en Allemagne ) [voir aussi Religion des Celtes ; Rannée 35…].
- Les calvaires de pierre érigés près de nombreux carrefours dans la commune ainsi que le calvaire monumental du XIXe siècle -implanté par l'atelier Louis Barillet à la sortie ouest du bourg, près de la Toutainerie, près du mur du parc du château. (Quant au calvaire élevé près du "saut-du-loup"(au socle de pierre avec écussons nobles gravés), il provient d'un deuxième cimetière provisoirement situé -au 19°siècle au commencement du chemin de Lougey (voir le plan cadastral de l'Orne de 1815)/ cadastre Orne
- Les nombreux poteaux indicateurs (voir "panneaux directionnels en fonte", appelés « plaques de cochers », datant des années 1830) et récemment restaurés par la commune ( certains portent toujours les traces des combats de 1944.)

## Activité et manifestations

### Sports
L'Éducation physique de Rânes a fait évoluer deux équipes de football en divisions de district.

### Jumelages
La commune est jumelée avec :
- Ihme-Roloven (Allemagne) depuis 1973, quartier de la ville de Ronnenberg située dans la banlieue de Hanovre, capitale du Land de Basse-Saxe.

## Film tourné à Rânes
- 1942 : Le charron, documentaire de Georges Rouquier.

## Personnalités liées à la commune
- Les marquis de Rannes : Nicolas d'Argouges au XVIIe siècle, Louis d'Argouges puis Charles d'Argouges au XVIIIe siècle, officiers supérieurs dans la cavalerie (dragons)[63].
- le prince Amédée de Broglie (Broglie 1772-1852 Rasnes), officier supérieur, député de l'Orne.
- Charles Alphonse de Berghes Saint Winoc, duc et pair de France.(gendre du prince de Broglie, ci-dessus)
- Pierre de Berghes Saint Winock (1846-1870) décédé des suites de blessures lors de la guerre franco-prussienne; Inhumé dans la chapelle St Pierre du cimetière communal.
- Charles Richard, Officier de cavalerie (Chef d'escadron = Commandant), propriétaire du château en 1908 (Le Mans 1856-1938 Rânes)
- Claude Richard, fils du précédent, condisciple du général de Gaulle à Lille, dernier propriétaire privé du château.
- Jacques Foccart y résida pendant la Seconde Guerre mondiale, exploitant — à la Forêterie — un domaine forestier fournissant en bois l'organisation Todt. Résistant plan Tortue. Conseiller du président de Gaulle pour les questions africaines et malgaches[64].
- François Van Aerden, vice-consul de Belgique et interprète franco-allemand. Son exécution le 1er septembre 1944 demeure une énigme criminelle liée à Jacques Foccart. Il avait été enlevé au hameau du Bois-Hamon à Rânes puis abattu à Lougé-sur-Maire[64].
- Pierre Mauger : instituteur et homme politique. Né à Rânes le 24 octobre 1928, fils et petit-fils d'instituteurs, enseignant lui-même à Gacé et au Sap, maire socialiste du Sap en 1965 puis d'Alençon en 1977 et en 1983. Également conseiller général de l'Orne et vice-président du conseil régional de Basse-Normandie. Mort en 2002 à Alençon.
- Bruno Berliner (membre du « gang des postiches » spécialisé dans les attaques de banques) a longtemps vécu à Rânes alors que toutes les polices de France le recherchaient. Il meurt en 1986.